# Hans Pedersen (fodboldspiller)
 For alternative betydninger, se Hans Pedersen. (Se også artikler, som begynder med Hans Pedersen)
Hans Pedersen, (24. marts 1914 i København- 28. januar 1986 Østerbro) var en dansk fodboldspiller (målmand).
Hans Pedersen var en stor målmand på omkring 190 cm, som kom til B.93 fra ØB som juniorspiller. Han debuterede i 1932, men havde svært at etablere sig på eftersom han konkurrere med landets bedste målmand Svend Jensen om posten. Hans Pedersen var klubbens første valg på målmandsposten 1940-1943 derefter overtog Ove Jensen, der ligesom Svend Jensen også blev landsholdsmålmand posten og Hans Pedersen spillede derefter kun nogle få kampe på 1. holdet inden den sidste af sine 78 kampe kamp i 1952, dagen før han fyldte 38 år.
Hans Pedersen blev KBU-pokalvinder i 1941. I finalen blev KB besejret med 1-0. Året efter blev han også Danmarksmester. I DM-finalen 1942 blev AB besejret med 3-2.